# Star Wars - The Old Republic: Sterminio
Star Wars - The Old Republic: Sterminio (The Old Republic: Annihilation) è un romanzo del 2012 scritto da Drew Karpyshyn e facente parte dell'Universo espanso di Guerre stellari. È stato pubblicato in originale dalla Del Rey Books, il 29 ottobre 2013 e tradotto in italiano nel 2014 da Multiplayer.it Edizioni. È il quarto libro della serie The Old Republic, ispirata al videogioco MMORPG Star Wars: The Old Republic, e ambientata nel periodo della Vecchia Repubblica, 3609 anni prima degli eventi del film La minaccia fantasma.